# Руфия
Ру̀фия (на италиански и на пиемонтски: Ruffia) е село и община в Северна Италия, провинция Кунео, регион Пиемонт. Разположено е на 282 m надморска височина. Населението на общината е 367 души (към 2015 г.).